# Schotthock

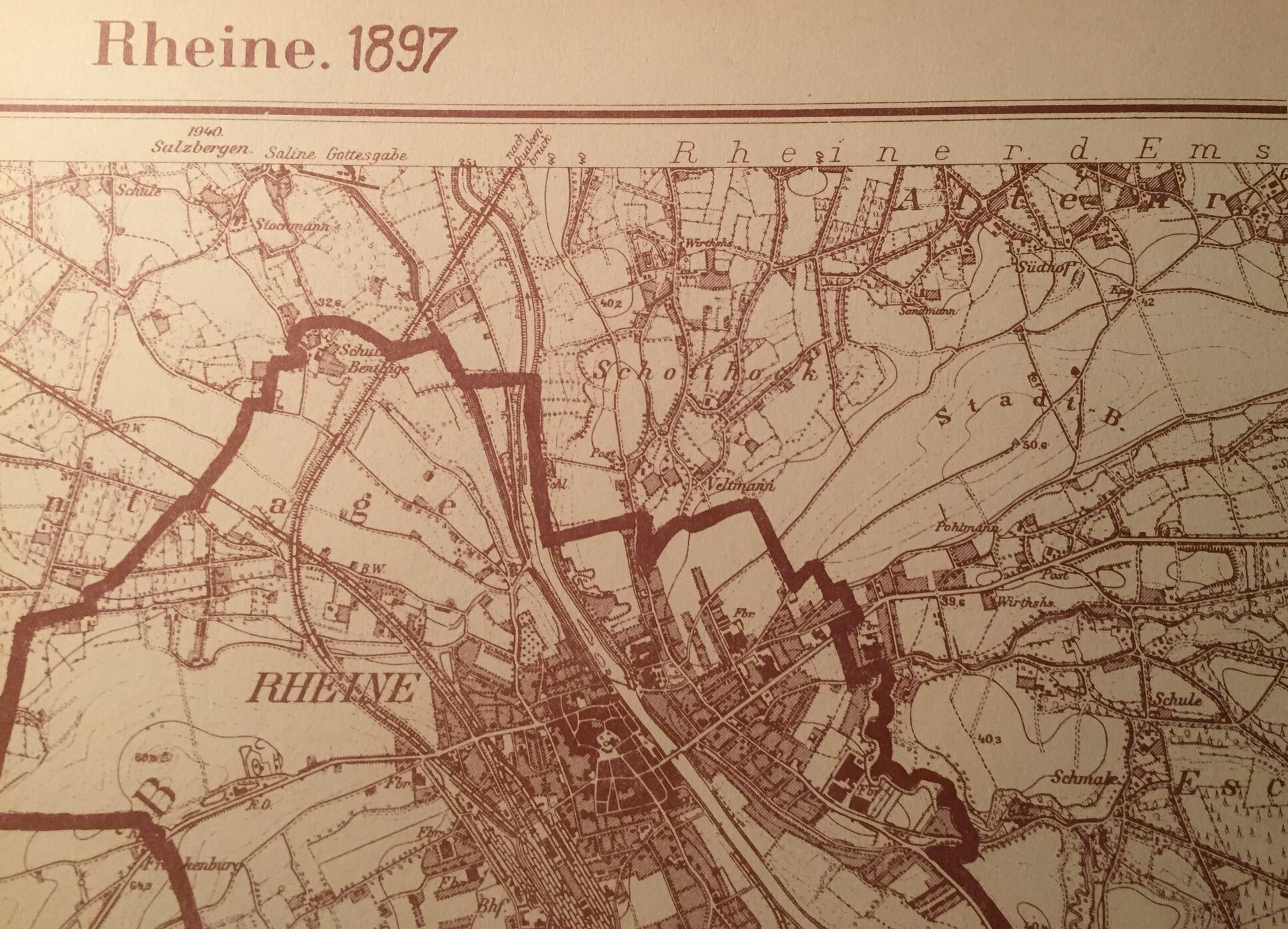

Der Schotthock ist mit ungefähr 15.000 Einwohnern der größte Stadtteil der westfälischen Stadt Rheine, der ursprünglich aus einer Arbeitersiedlung, die größtenteils in der Eschendorfer Bauerschaft/Mark und im Norden und Osten teilweise in der Altenrheiner Bauerschaft/Mark verortet war, und am 1. April 1927 umgegliedert und der Stadt Rheine zugewiesen wurde. Er liegt im Norden der Stadt. (Quelle: Datei:Rheine rechts der Ems.jpg)
Der Schotthock wurde wahrscheinlich zwischen 1845 und 1897 das erste Mal urkundlich erwähnt. Erste Karten mit dem Schotthock tauchten Ende des 19. bzw. am Anfang des 20. Jahrhunderts auf. Vorherige Karten zeigen das Gebiet noch größtenteils als Bauerschaft Eschendorf und in Teilen als Bauerschaft Altenrheine. Die ersten beurkundeten Ansiedlungen auf dem Gebiet des heutigen Schotthock war um 1362, mit dem damals zu Eschendorfer Bauerschaft gehörenden Höfen Isfort (vom 13. Jahrhundert bis ca. 1985 in der heutigen Wehrstraße Ecke Bayernstraße angesiedelt) und Astorpe, und weitere schon in früher Zeit genannten Höfe wie die der Familien Spieker, Sandmann (heute Kindergarten Sandmanns Hof), Beckmann oder Werning, letztgenannte alle aus der Bauerschaft Altenrheine. Noch bis fast zum Ende des 19. Jahrhunderts gehörte der größte Teil des heutigen Schotthocks, bis zur Hoovesaat, auch noch geburtsurkundlich zu Eschendorf.
Der Stadtteil wird im Westen von der Ems begrenzt, erstreckt sich südlich vom Konrad-Adenauer-Ring bis an das Industriegebiet Altenrheine im Norden (nördliche Sandkampstraße), und der Sandkampstraße im Osten. Die Siedlung des Quartiers ragt sogar in Teilen bis in den benachbarten Stadtteil Altenrheine herein (unter anderem Habsburgerstraße, Heuerweg und weitere). Der Schotthock wird teilweise auch Kümpersdorf genannt (das ist auch der Name der Buslinie), da ein größerer Teil des Schotthocks durch eine Arbeitersiedlung des Textilunternehmens Kümpers entstanden ist.

## Wirtschaft
Der Schotthock besitzt eine kleine Einkaufsstraße im Ortskern.
Im Nordwesten grenzt der Schotthock an das Industriegebiet Altenrheine, unter anderem mit den Hauptstandort von Apetito.

## Religion
Im Schotthock befindet sich die zur Gemeinde St. Antonius gehörende katholische Kirche St. Ludgerus. Die Gemeinde betreibt dort einen Jugendtreff, das „Underground“.

## Öffentliche Einrichtungen
Der Schotthock hat zwei Grundschulen, die Bodelschwinghschule und die Ludgerusschule, sowie eine Sekundarschule, die Nelson-Mandelaschule. Außerdem gibt es drei Kindergärten, den AWO-Kindergarten, den St.-Bonifatius- und den St.-Ludgerus-Kindergarten.

## Siehe auch

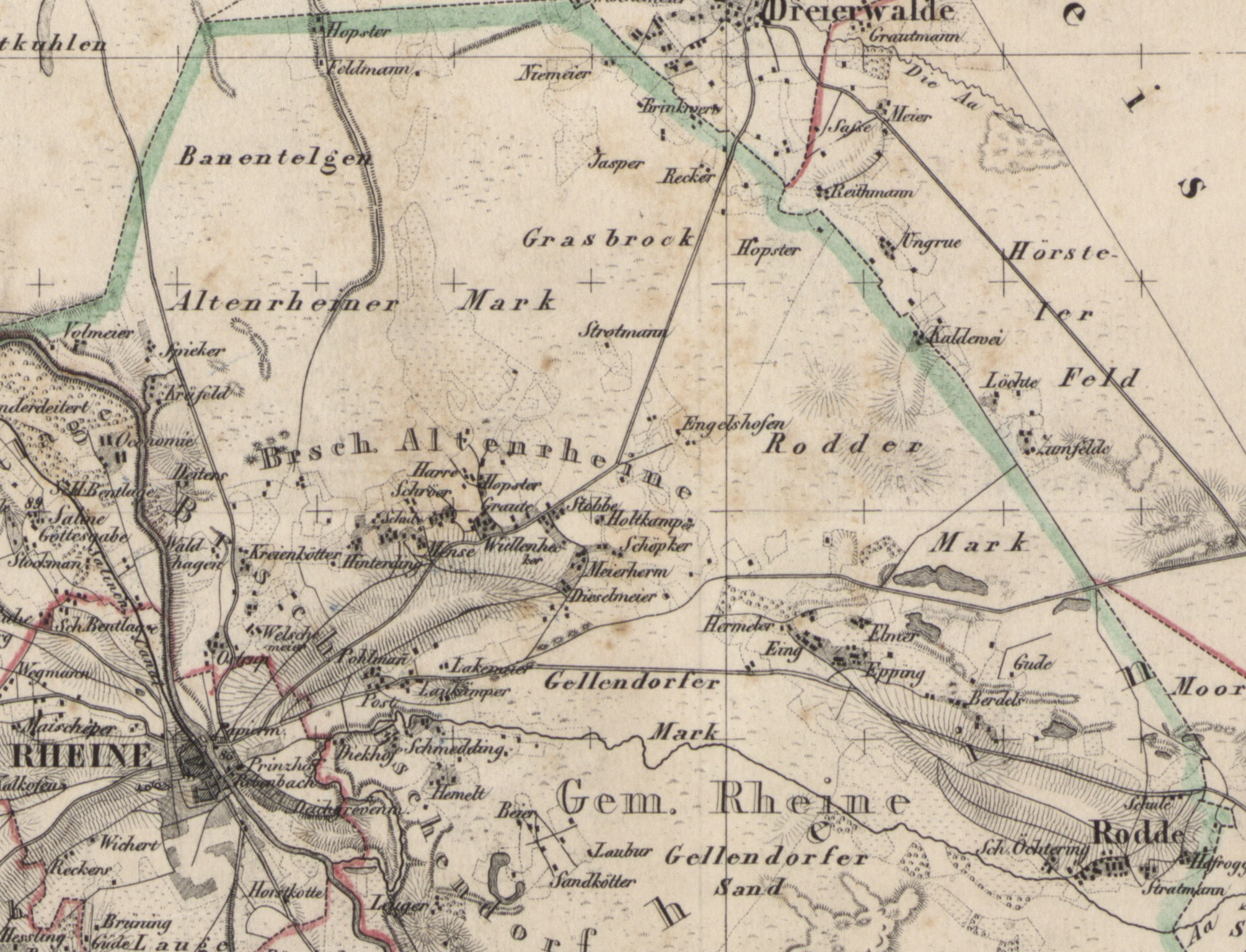
Rheine rechts der Ems im Jahr 1842. Die hier noch nicht zu sehenden Arbeitersiedlungen Kuba, Schotthock und Kümpersdorf sind erst später, im weiteren Verlauf des 19. Jahrhunderts in der Bauerschaft Eschendorf und dem Altenrheiner Mark / Altenrheiner Bauerschaft entstanden. Im Verlauf der des späten 19. Jahrhunderts wurden diese Arbeitersiedlungen zu einem eigenständigen Stadtteil, dem Schotthock.